# Aplidium appendiculatum
Aplidium appendiculatum är en sjöpungsart som först beskrevs av Wilhelm Michaelsen 1923.  Aplidium appendiculatum ingår i släktet Aplidium och familjen klumpsjöpungar. Inga underarter finns listade i Catalogue of Life.